# Mary V. Wheelhouse

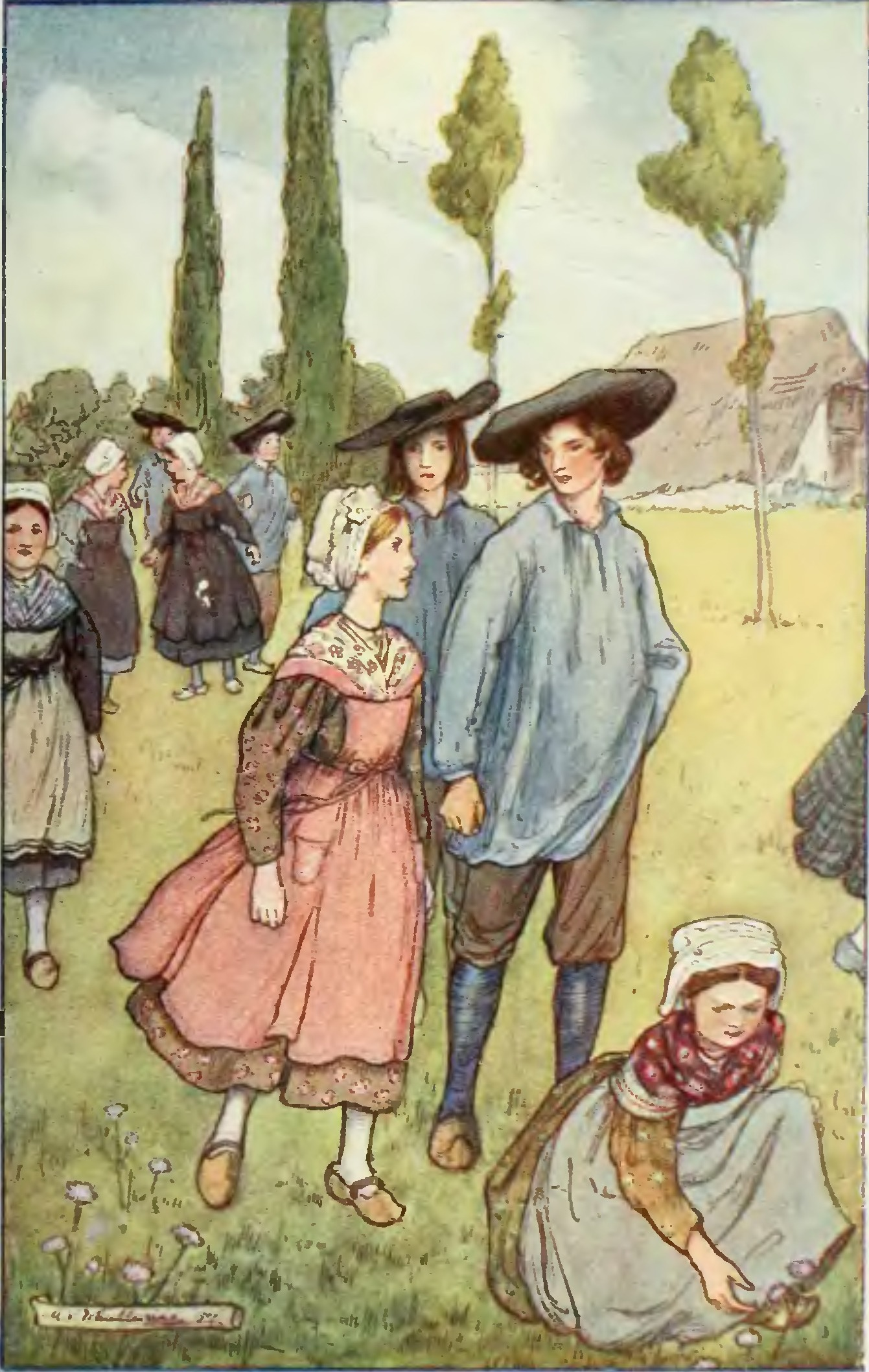
Illustration in George Sand: Les Maîtres Sonneurs, London 1908

Mary V. Wheelhouse (geboren um 1871 in Leeds; gestorben 1946) war eine britische Malerin, Illustratorin und Suffragette.

## Leben
Mary V. Wheelhouse’ Lebensdaten sind nicht gesichert, als Todesjahr wird auch 1947 angegeben. Sie studierte wahrscheinlich um 1895 an der Scarborough School of Art und hielt sich danach zum Studium drei Jahre in Paris auf. Seit 1900 lebte sie in Chelsea und dort eine Zeit lang unter derselben Adresse wie die Künstlerin Louise Jacobs, mit der sie 1916 bei der Arts-and-Crafts-Ausstellung Kinderspielzeug anbot. Sie illustrierte eine große Anzahl Bücher und Jugendbücher, vornehmlich von Schriftstellerinnen, darunter Louisa May Alcott, May Baldwin, Charlotte Brontë, George Eliot, Juliana Horatia Ewing und Elizabeth Gaskell, Mary Elizabeth Phillips, Amy Steedman, sowie E. V. Lucas und Christoph von Schmid.
Wheelhouse engagierte sich für das Frauenwahlrecht und war Vorstandsmitglied der 1907 gegründeten Artists’ Suffrage League.